# Georges Panisset
 Georges Panisset, né le 30 décembre 1929 à Annecy et mort le 10 juillet 2006 à Saint-Gervais-les-Bains, est un skieur alpin français.

## Biographie
Il dispute les Jeux olympiques de Saint-Moritz en 1948 et termine à la 18e place du combiné. Cette même année, il prend la 3e place du combiné des championnats de France à Superbagnères.
En 1949, il est Champion des États-Unis et du Canada (de), en slalom et en combiné.
En 1950, il participe aux Championnats du monde d'Aspen, où il prend une belle 7e place dans le slalom géant.
En 1951 à Kitzbühel, il termine 2e de la descente et du combiné.
Il est vice-champion de France de slalom géant à Morzine en 1957, derrière Jean Vuarnet.

## Jeux olympiques d'hiver
| Épreuve / Édition    | Descente | Slalom géant                     | Slalom  | Combiné |
| JO 1948 Saint-Moritz | 23e      | Épreuve inexistante à cette date | Abandon | 18e     |

### Championnats du monde
| Épreuve / Édition    | Descente | Slalom géant                     | Slalom  | Combiné                          |
| JO 1948 Saint-Moritz | 23e      | Épreuve inexistante à cette date | Abandon | 18e                              |
| Mondiaux 1950 Aspen  | 34e      | 7e                               | 34e     | Épreuve inexistante à cette date |

### Classiques internationales
Les résultats qui suivent ne sont qu'une vue très partielle de l'ensemble de ses performances.
- 1951 à  Kitzbühel (Hanenkam): 
  - 5e de la première descente
  - 2e de la seconde descente
  - 5e du slalom
  - 2e du combiné

- 1953 à Wengen (Lauberhorn):
  - 5e du slalom

### Championnats de France Elite
| Édition / Epreuve               | Descente    | Slalom géant | Slalom      | Combiné     |
| ------------------------------- | ----------- | ------------ | ----------- | ----------- |
| Championnats 1946 Chamonix      | 21e         | -            | 12e         | 16e         |
| Championnats 1947 Mégève        | 6e          | -            | 12e         | -           |
| Championnats 1948 Superbagnères | 6e          | -            | -           | Bronze      |
| Championnats de 1950 à 1956     | A compléter | A compléter  | A compléter | A compléter |
| Championnats 1957 Morzine       | -           | Argent       | -           | -           |

## Articles annexes
- Meilleures performances françaises aux Championnats du monde de ski alpin